# Thomas Morell (político)
Thomas Morell (1957) é um político sueco e membro do Riksdag pelo partido dos Democratas Suecos.
Morell trabalhou para a Autoridade Policial Sueca na regulação de trânsito antes de ingressar na Associação Sueca de Empresas de Transporte Rodoviário como gerente regional. Ele era membro do Partido Moderado antes de mudar para os Democratas Suecos em 2017. Durante as eleições legislativas suecas de 2018, Morell foi eleito para o parlamento pelo círculo eleitoral do condado de Gävleborg e ocupa o lugar n.º 346. Ele faz parte dos comités de Transporte e da Indústria no Riksdag. No parlamento, Morell também concentra-se em questões relacionadas ao tráfico comercial ilegal, como o contrabando de armas e drogas.